# Apocephalus platycauda
Apocephalus platycauda är en tvåvingeart som beskrevs av Brown 2002. Apocephalus platycauda ingår i släktet Apocephalus och familjen puckelflugor. Inga underarter finns listade i Catalogue of Life.